# Jean-François-Gabriel de Hénin-Liétard
Pour les autres membres de la famille, voir Maison de Hénin-Liétard.
Jean-François-Gabriel de Hénin-Liétard, mort le 26 avril 1724 à Paris, est un prélat français du XVIIIe siècle, archevêque d'Embrun.

## Biographie
Jean-François-Gabriel de Hénin-Liétard est fils de Charles de Hénin-Liétard, seigneur de Roche, La Rochette, Saules. Il est vicaire général de François de Madot, évêque de Chalon-sur-Saône, lorsqu'un brevet royal en 1713 l'appelle à monter sur le siège épiscopal d'Alais. En 1719, il est transféré à Embrun.